# Miguel Indurain
Vous lisez un « bon article » labellisé en 2011.
Indurain  Larraya est un nom espagnol. Le premier nom de famille, en général paternel, est Indurain ; le second, en général maternel, souvent omis, est Larraya.
Miguel Indurain Larraya, né le 16 juillet 1964 à Villava, en Navarre (Espagne), est un coureur cycliste espagnol, professionnel de 1984 à 1996. Il est le seul coureur à avoir remporté cinq fois consécutivement le Tour de France, et a également gagné à deux reprises le Tour d'Italie devenant le seul coureur à avoir réalisé le doublé Giro-Tour deux années d'affilée. Numéro un mondial de juin 1992 à juin 1994, il remporte également un titre olympique et un titre mondial en contre-la-montre. Il a également été détenteur du record de l'heure.
Entré en 1982 comme amateur dans l'équipe Reynolds, Miguel Indurain y commence sa carrière professionnelle en septembre 1984 sous la direction de José Miguel Echavarri, et y restera jusqu'à la fin de sa carrière, sous la bannière Banesto à partir de 1991. Il remporte dès les années suivantes plusieurs victoires en Espagne, notamment grâce à ses aptitudes dans les épreuves contre-la-montre. Poursuivant sa progression dans les grands tours, il devient un des principaux équipiers de Pedro Delgado pour le Tour de France.
L'année 1991 marque un tournant dans sa carrière. Deuxième du Tour d'Espagne 1991, il devient coleader de son équipe. Il prend même l'ascendant sur Delgado en remportant en juillet son premier Tour de France, dans lequel il s'impose sans interruption jusqu'en 1995, y ajoutant deux victoires dans le Tour d'Italie en 1992 et 1993.
Seul coureur à avoir remporté le Tour de France cinq années de suite, il est aussi le seul coureur à avoir réalisé le doublé Giro-Tour deux années consécutives. Champion du monde en contre-la-montre et détenteur du record de l'heure, il est numéro un mondial de juin 1992 à juin 1994.
Il subit un échec dans le Tour de France en 1996, remporté par le Danois Bjarne Riis, et malgré un titre olympique la même année, il met fin à sa carrière professionnelle en janvier 1997.

## Jeunesse

### Origine familiales et formation
Miguel Indurain Larraya est le deuxième enfant d'une famille d'agriculteurs de Villava, commune située à deux kilomètres de Pampelune. Son père se prénomme également Miguel, sa mère Isabel. Il a un frère cadet, Prudencio, coureur cycliste professionnel de 1991 à 1999, et trois sœurs, Isabel, Nekane et Asunción.
Après avoir été scolarisé quatre ans à l'école Lorenzo Goicoa de Villava, les parents de Miguel Indurain l'inscrivent au colegio al Cardenal Larraona de Pampelune où étudient ses cousins. Une fois son Educación General Básica (es) terminé, Indurain rejoint l'Instituto de Formación Profesional de Potasas où il étudie les machines et outils. Il ambitionne alors d'aider son père à l'entretien des machines agricoles.

### Athlétisme et cyclisme
Indurain pratique initialement l'athlétisme, spécialement le sprint long. Sur le 400 mètres, il est un moment le meilleur jeune de Navarre de sa catégorie d'âge, il obtient également la troisième place d'un championnat scolaire espagnol sur le 300 mètres. Il commence la pratique de la bicyclette à l'âge de neuf ans, et l'année suivante, se fait offrir un vélo (d'occasion) pour parcourir les 20 kilomètres qui séparent Villava d'Alzorriz, le village de sa mère. 
À onze ans, à la suite du vol de sa bicyclette, son père lui offre un vélo de course. Avec sa nouvelle machine, Indurain remporte ses premiers succès. Il rejoint le Club Ciclista Villavés en 1976 au sein duquel il remporte de nombreuses victoires sur des courses qui se disputent en Navarre et au Pays basque. En 1981, il se retrouve en catégorie Junior. Pour sa première année dans cette catégorie, il remporte cinq courses. Durant sa jeunesse, Indurain a pour idole Bernard Hinault,.

### Dans l'équipe amateur Reynolds (1982-1984)
Grâce aux victoires qu'il obtient au cours de l'année 1981 et au début de 1982, Miguel Indurain attire les regards de plusieurs équipes cyclistes navarraises. 
Il rejoint en cours d'année la section amateur de l'équipe Reynolds, dont le responsable est Eusebio Unzué. Semi-professionnel, il se consacre à plein temps au cyclisme. Après plusieurs mois sans victoire, il remporte le championnat de Navarre puis le championnat d'Espagne amateur où il bat au sprint Jokin Mujika. Cette année-là, il remporte  cinq autres victoires individuelles et une par équipe.
En 1984, avant de passer officiellement professionnel, Miguel Indurain fait partie de l'équipe d'Espagne sélectionnée pour les Jeux olympiques. Il participe à la course en ligne, mais ne termine pas l'épreuve.

## Carrière professionnelle
L'équipe cycliste Reynolds est liée à une entreprise d'aluminium navarraise. Il reste au sein de cette structure, dirigée principalement par José Miguel Echavarri, durant toute sa carrière. En 1989, la banque Banesto devient sponsor secondaire de l'équipe, puis sponsor principal en 1990,.

### Débuts (1984-1985)
Miguel Indurain commence comme stagiaire le 7 septembre 1984 avant de devenir professionnel à part entière l'année suivante. De tels débuts en cours de saison sont courants dans le milieu du cyclisme et permettent d'observer l'adaptation du jeune coureur au monde professionnel. Sa première course est le Tour de l'Avenir où il se fait remarquer en décrochant sa première victoire individuelle en remportant la dixième étape, un contre-la-montre individuel,,. Cependant, il ne finit pas la course.
L'année suivante, Indurain participe pour la première fois à un grand tour. Il s'agit du Tour d'Espagne. Lors de l'épreuve, il termine deuxième du prologue et grâce au travail de son équipe, il endosse le maillot amarillo au terme de la deuxième étape aux dépens du Néerlandais Bert Oosterbosch. Devenant alors le plus jeune coureur à porter le maillot amarillo,, il le garde quatre jours avant d'en être dépossédé par son compatriote Pedro Delgado. Il termine cette Vuelta à la 84e place. Participant ensuite au Tour de France, il abandonne dès le quatrième jour en raison d'une maladie virale. Lors du Tour de l'Avenir, il remporte deux étapes (un contre-la-montre et une étape en ligne) mais ne termine pas la course. Il termine à la deuxième place de la Ruta del Sol.

### Premières victoires dans des courses par étapes (1986-1988)
En 1986, Miguel Indurain remporte sa première victoire dans une course à étapes en s'imposant lors du Tour de la Communauté européenne. Il s'impose lors des deux contre-la-montre (le prologue et la dixième étape) et résiste dans la montagne. En outre, il obtient une troisième place dans la Clasica de Cizurkil et remporte la victoire finale dans le Tour de Murcie après avoir remporté le prologue. Terminant 92e du Tour d'Espagne, il abandonne de nouveau lors du Tour de France après une place d'honneur sur la septième étape. Cet abandon est programmé avec son équipe et rentre dans le cadre de la stratégie de progression définie pour Indurain par son encadrement.
Les victoires obtenues durant la saison surprennent l'encadrement de son équipe, qui décide d'étudier les capacités physiques du Navarrais. Pour cela, il se rend à la clinique du médecin italien Francesco Conconi pour des consultations qui durent jusqu'à 1991. Les premiers tests démontrent un potentiel physique illimité lui permettant de remporter un grand tour à condition de perdre du poids et de s'entraîner dur en montagne. À partir de ce moment, Indurain devient le grand espoir de son équipe.
En 1987, Miguel Indurain remporte ses premières victoires hors contre-la-montre. Il gagne ainsi le classement final du Tour des vallées minières, non seulement grâce à sa deuxième place lors du prologue mais aussi grâce à trois victoires lors d'étapes en ligne. Durant la saison, il remporte également le Grand Prix de Navarre ainsi que des étapes sur la Semaine catalane, le Tour de Murcie et le Tour de Galice. Il termine aussi à la deuxième place du GP Llodio et du GP de Bilbao. Après un abandon sur la Vuelta, il finit son premier Tour de France à la 97e place, à près de trois heures du vainqueur, l'Irlandais Stephen Roche. En fin de saison, il participe à son premier championnat du monde sur route. Il termine l'épreuve, remportée par Roche, à la 64e place.
En 1988, Indurain est victime d'allergies qui l'empêchent de se mettre en évidence dans les principales épreuves de la saison. En l'absence de Pedro Delgado, de retour cette saison-là dans l'équipe Reynolds, qui a préféré participer au Giro, il s'aligne sur la Vuelta pour aider son partenaire Julián Gorospe, leader de l'équipe Reynolds pour cette épreuve. Il abandonne pour la deuxième fois consécutive dans son tour national. Lors du Tour de France, il est un équipier précieux pour Delgado qui remporte la Grande Boucle cette année-là. Indurain gagne en fin de saison le Tour de Catalogne après avoir remporté le contre-la-montre. Il s'impose également sur une étape du Tour de Cantabrie et une du Tour de Galice. À ce moment-là de sa carrière, il est considéré comme un éternel espoir, n'ayant aucune chance de remporter un grand tour en raison de performances irrégulières en montagne.

### La confirmation (1989-1990)
En 1989, Indurain remporte au début du mois de mars Paris-Nice grâce notamment à quatre deuxièmes places dans le prologue, deux étapes en ligne et le contre-la-montre final qui se termine au col d'Èze. Il devance au classement final Stephen Roche et Marc Madiot pour devenir le premier Espagnol à s'imposer dans la course au soleil. À la fin du mois, il s'impose lors du Critérium international en remportant en prime le contre-la-montre. Il enchaîne par deux tops 10 lors des classiques ardennaises. Tout d'abord septième de la Flèche wallonne, il est quatre jours plus tard dixième de Liège-Bastogne-Liège.
Son doublé Paris-Nice/Critérium international lui permet d'aborder le Tour d'Espagne comme un leader de l'équipe Reynolds,,. En effet, le leader théorique Pedro Delgado dont l'objectif principal est le Tour de France n'a gagné aucune course depuis le début de l'année. Delgado remporte finalement cette Vuelta. Indurain ne se distingue pas particulièrement dans les premières étapes et figure au départ de l'étape reine de montagne qui se termine aux Lacs de Covadonga à la neuvième place du classement général à trois minutes de Delgado. Lors de celle-ci, il chute dans une descente qui lui occasionne une double fracture à la main gauche. Il ne repart pas le lendemain,.
Lors de la Grande Boucle, il est là pour épauler Delgado qui perd cependant du temps lors du prologue qu'il démarre avec 2 minutes 40 secondes de retard puis plus de 4 minutes le lendemain lors du contre-la-montre par équipes,. Indurain réussit à remporter sa première victoire dans le Tour en remportant la neuvième étape disputée dans les Pyrénées. Quelques jours plus tard, il termine troisième lors d'une étape contre-la-montre. Il finit la course au dix-septième rang et poursuit ainsi sa progression dans le classement général des grands tours. Il termine la saison à la vingtième place du classement FICP 1989.

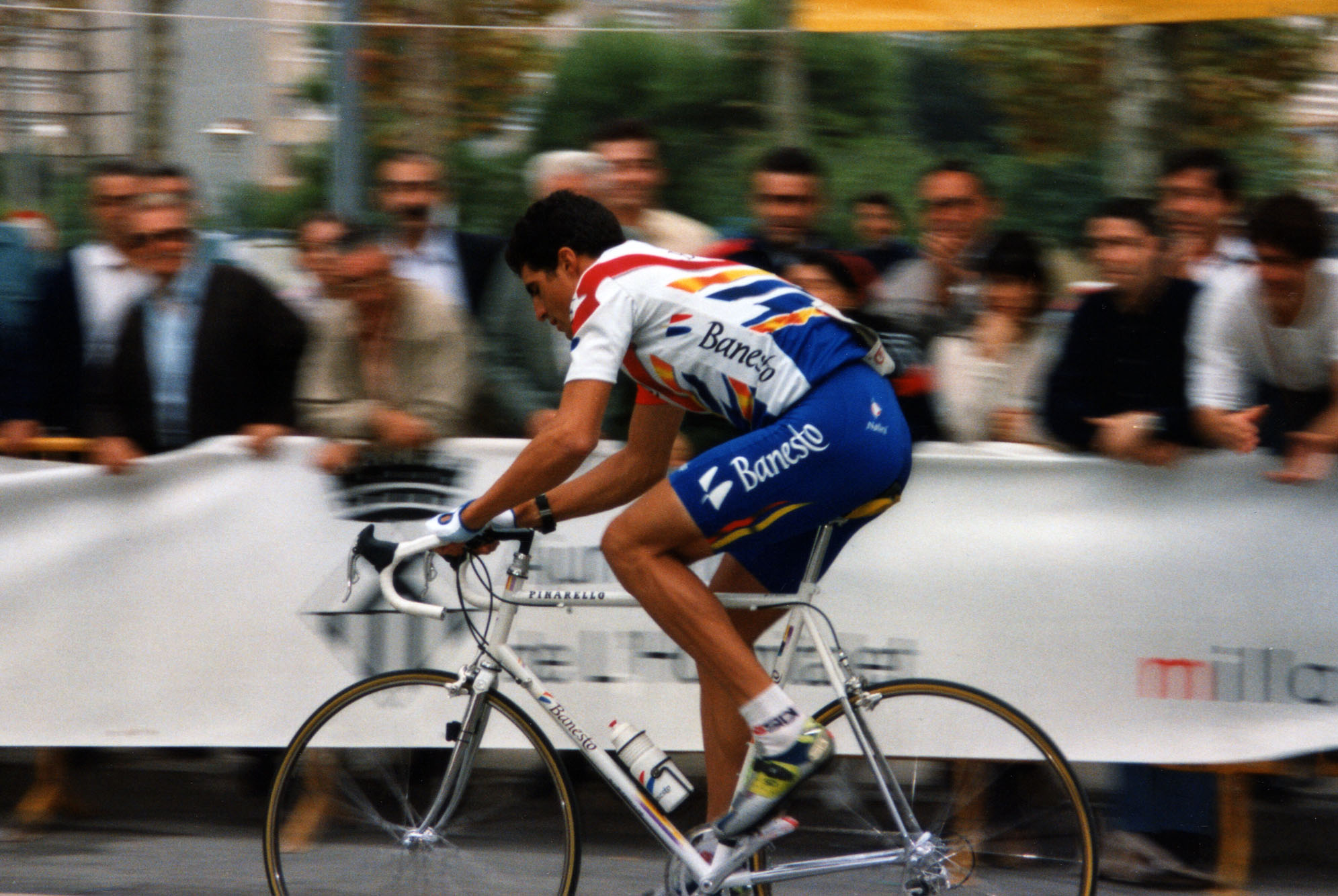
Miguel Indurain portant le maillot de l'équipe Banesto.

L'année 1990 confirme son appartenance au plus haut niveau du cyclisme. Au sein de l'équipe Banesto, il réalise le doublé sur Paris-Nice avec une victoire sur l'étape arrivant au mont Faron. Il remporte aussi une étape du Tour de la Communauté valencienne et une du Tour du Pays basque qu'il termine à la troisième place. Il termine également troisième du championnat d'Espagne sur route, du Tour de Burgos et du Tour des Asturies. Il joue également un rôle dans les classiques en s'imposant lors de la Classique de Saint-Sébastien et en terminant quatrième de la Flèche wallonne. Le Tour d'Espagne qu'il finit au septième rang est l'occasion pour lui d'obtenir son premier top 10 dans une course de trois semaines.
Au départ du Tour de France, il est un équipier de luxe de Pedro Delgado. Il termine le premier contre-la-montre individuel à la deuxième place derrière Raúl Alcalá mais devant tous les favoris à la victoire finale. Lors de la onzième étape qui se termine à L'Alpe d'Huez, il se sacrifie pour Delgado perdant ainsi toute chance de victoire finale. Il est un des hommes forts en montagne dans la suite du Tour. Il est ainsi troisième du contre-la-montre en côte de Villard-de-Lans, deuxième de la quatorzième étape et il remporte la victoire lors de la seizième étape qui se termine par la montée de Luz-Ardiden. Il semble alors clair qu'en 1991, il serait protégé au même niveau que Delgado au minimum puisque selon une étude il a perdu 12 minutes et 50 secondes dans l'aide qu'il a apportée à Delgado. Or ce temps perdu lui aurait permis de remporter le Tour, puisqu'il l'achève à la dixième place à 12 minutes et 47 secondes du vainqueur, Greg LeMond. José Miguel Echavarri, le manager de l'équipe Banesto, déclare alors : « Le résultat nous invite à une profonde réflexion. »,. En fin de saison, il est sélectionné pour la quatrième année consécutive pour le championnat du monde sur route. En finissant douzième de la course, il termine pour la deuxième fois la course après 1987 et se classe premier Espagnol. Il est quatrième du classement FICP en fin d'année.
Lors des derniers mois de l'année, l'équipe Banesto recrute le docteur Sabino Padilla (es). Bien qu'il soit officiellement un médecin de l'équipe, sa mission principale est de s'occuper du Navarrais. En effet selon le manager de l'équipe José Miguel Echavarri qui se base sur les données obtenues par Francesco Conconi, Indurain « pouvait faire de grandes choses »,. Padilla rejoint ainsi la structure médicale de Banesto au sein de laquelle travaille déjà José Calabuig Nogués, un cardiologue de l'Université de Navarre.

### Les victoires sur les grands tours (1991-1995)

#### Premier Tour de France (1991)

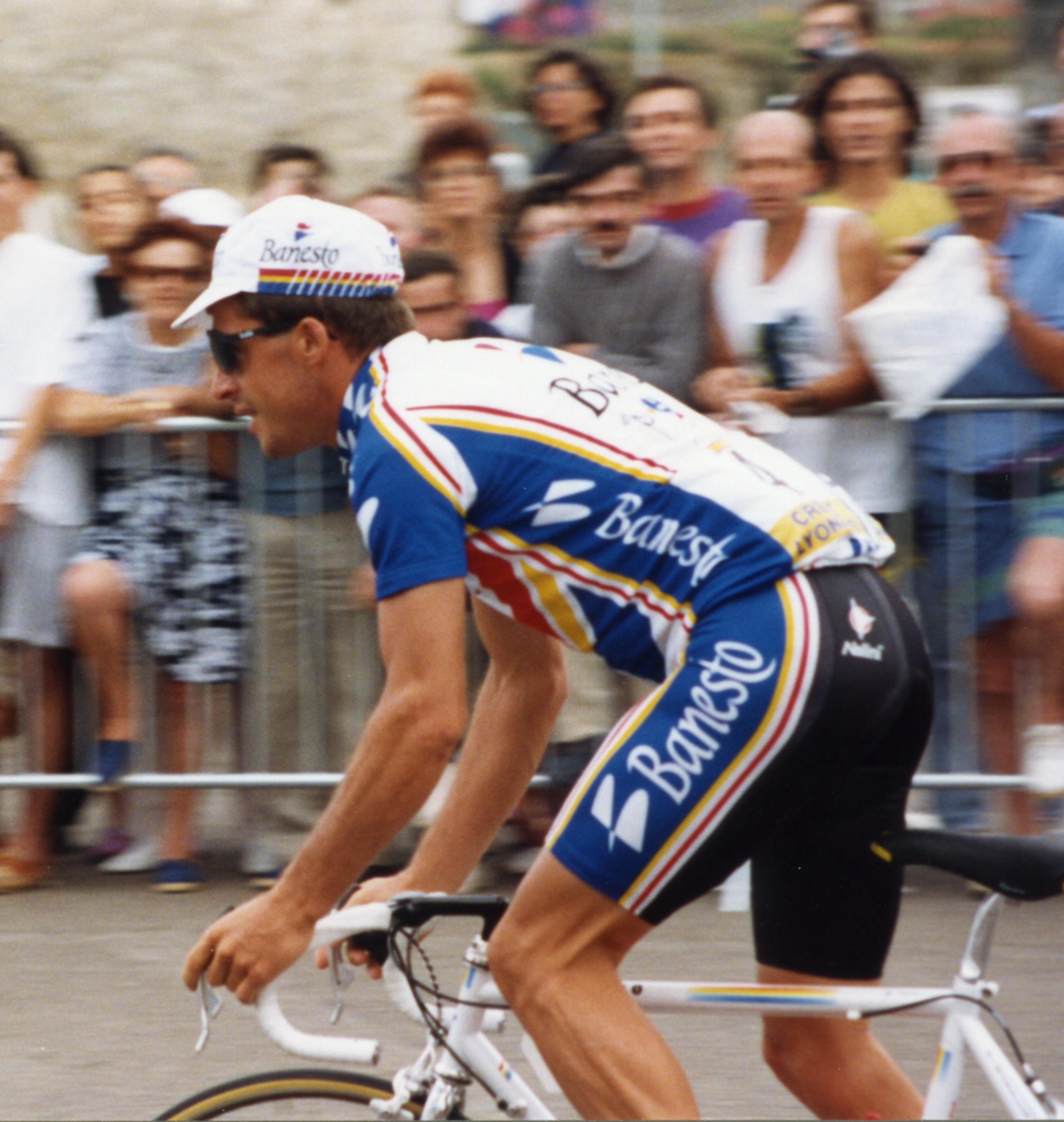
Pedro Delgado avec le maillot Banesto.

Le début de la saison 1991 est similaire à la saison précédente. Miguel Indurain se met en évidence dans Liège-Bastogne-Liège en obtenant la quatrième place de la course. Il remporte ensuite le Tour du Vaucluse en y ajoutant la victoire lors du contre-la-montre. En l'absence de Pedro Delgado qui préfère disputer le Tour d'Italie, il s'aligne sur la Vuelta en tant que leader de l'équipe Banesto et favori à la victoire finale. Indurain figure à près de deux minutes des premiers à l'issue du contre-la-montre initial disputé par équipes de trois coureurs et du contre-la-montre par équipes. Il est battu de près d'une minute dans le contre-la-montre suivant par Melchor Mauri, le leader du classement général, et se retrouve alors à près de trois minutes de son compatriote. La onzième étape qui se déroule dans les Pyrénées (Andorre-Pla de Beret) est annulée pour cause de mauvais temps, ce qui avantage Mauri, meilleur rouleur que grimpeur. Indurain tente ensuite de distancer Mauri dans l'étape de montagne suivante. Il lui reprend une minute et se replace en quatrième position au classement général. Mauri s'accroche ensuite dans la montagne et distance définitivement ses rivaux dans le dernier contre-la-montre qu'il remporte. Indurain, deuxième de ce contre-la-montre, en profite pour terminer deuxième au classement final à près de trois minutes de son compatriote. La presse spécialisée ainsi que les fans commencent à douter de sa capacité à remporter la victoire dans les courses par étapes majeures. Peu de temps après, Indurain remporte deux étapes de la Bicyclette basque,, course qu'il finit à la troisième position derrière Gianni Bugno et Piotr Ugrumov.

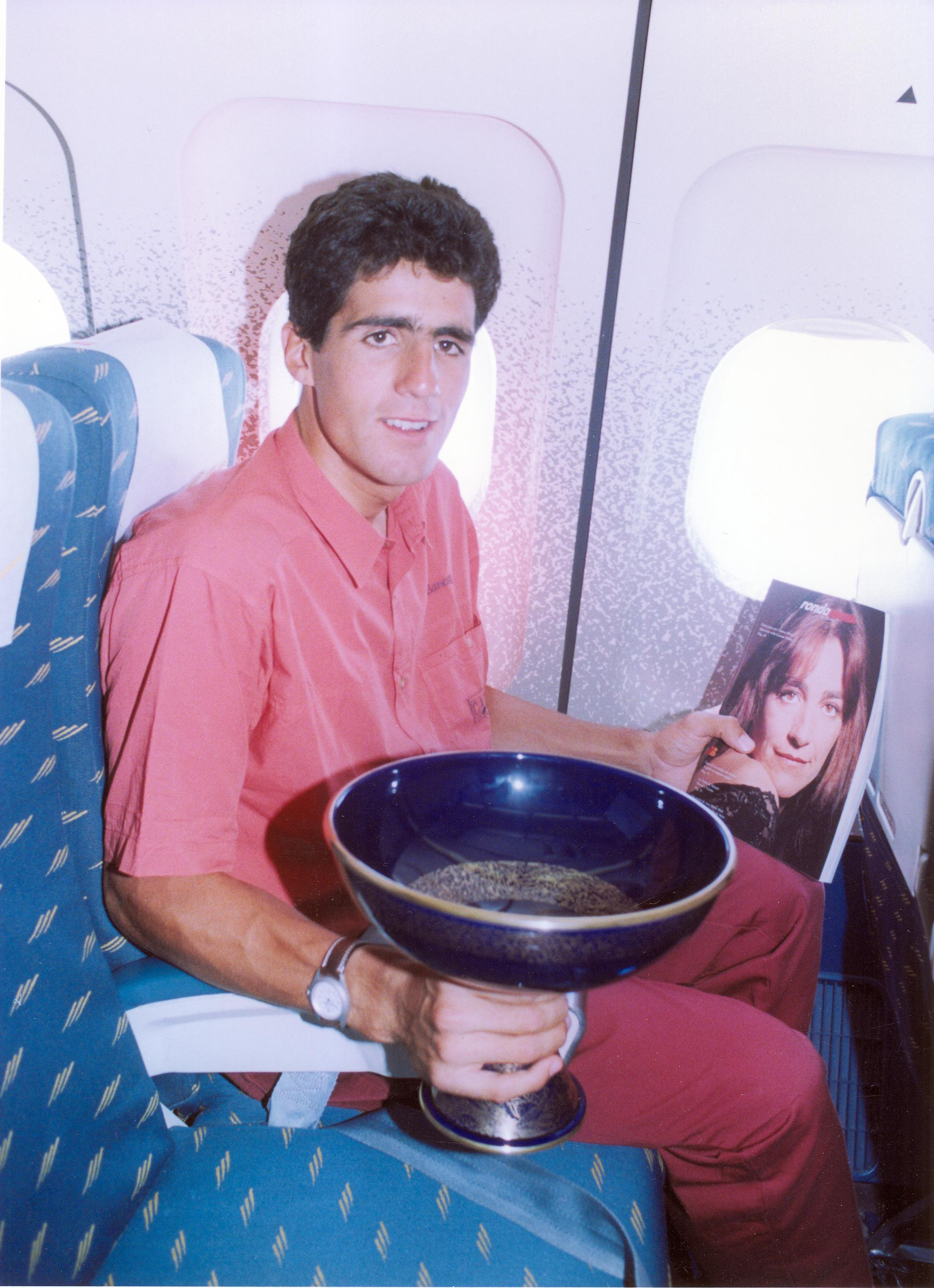
Miguel Indurain en 1991.

Lors du Tour de France, José Miguel Echavarri, directeur sportif de Banesto, déclare qu'Indurain et Delgado sont co-leaders de l'équipe. Lors de la première étape, le duo espagnol perd près de 2 minutes sur Greg LeMond et Erik Breukink. Dans les premières étapes les deux leaders espagnols reçoivent de fortes critiques de la presse en raison de leur manque de combativité. Alors que des favoris théoriques à la victoire finale tels que Charly Mottet et Greg LeMond prennent leur distance au classement général, la côte d'Indurain et de Delgado commence à baisser. Toutefois, Indurain montre sa capacité à jouer un rôle dans l'épreuve en battant LeMond lors de la huitième étape, un contre-la-montre de 73 kilomètres arrivant à Alençon qu'il remporte devant l'Américain pour huit secondes. Il se classe alors quatrième au classement général à un peu plus de 2 minutes de l'Américain. Dans l'étape reine des Pyrénées qui arrive à Val-Louron, Delgado ne peut supporter le rythme des meilleurs lors de l'ascension du Tourmalet, tandis que le Navarrais fait partie du petit groupe de prétendants à la victoire. Dans les derniers mètres de l'ascension, LeMond perd quelques secondes. Indurain s'échappe alors dans la descente et prend rapidement près d'une minute d'avance sur le groupe du maillot jaune. Dans la vallée qui conduit au Col d'Aspin, Claudio Chiappucci s'échappe également de ce groupe et revient sur Indurain. Les deux hommes iront en tête jusqu'à l'arrivée. Au sommet final, Chiappucci est vainqueur, Indurain, deuxième, endosse le premier maillot jaune de sa carrière, et devient officiellement le seul leader de l'équipe Banesto. Au général, Mottet deuxième et Gianni Bugno, troisième, sont à trois minutes. Lors de l'étape de L'Alpe d'Huez, il parvient à mettre en échec les attaques de Bugno. l'Italien gagne l'étape mais ne reprend pas de temps. Indurain conforte sa première place lors du dernier contre-la-montre de Mâcon. Il gagne l'étape avec 27 secondes d'avance sur Bugno. Le lendemain, il remporte la Grande Boucle, devenant le quatrième espagnol à s'imposer dans l'épreuve après Federico Bahamontes en 1959, Luis Ocaña en 1973 et Pedro Delgado en 1988. L'équipe Banesto remporte également le classement par équipes.
Il dispute ensuite le championnat du monde sur route à Stuttgart. Sous l'impulsion de Gianni Bugno, un quatuor dont fait partie Indurain se détache dans la dernière montée et se dispute la victoire au sprint. Celui-ci est remporté par Bugno qui devance dans l'ordre Steven Rooks, Indurain et Álvaro Mejía. Il enchaîne début septembre par une victoire lors du Tour de Catalogne avec une victoire d'étape lors du contre-la-montre. Cette saison se termine par une deuxième place au classement FICP, Indurain étant devancé par Bugno.

#### DoubléGiro-Tour (1992)
En 1992, Indurain a comme objectif principal le Tour de France,. Son début de saison est donc moins intense que la saison précédente. En mars, il est troisième d'un Paris-Nice remporté par son équipier Jean-François Bernard devant Tony Rominger. Pour se préparer au Tour, il choisit ensuite de disputer le Tour d'Italie plutôt que le Tour d'Espagne. Avant le Giro, il dispute le Tour de Romandie. Il s'y classe deuxième et ajoute une victoire en contre-la-montre.
Sur le Giro, il se place d'emblée dans le classement général en terminant le prologue à la deuxième place à 3 secondes du Français Thierry Marie. Deux jours plus tard, il endosse le maillot rose et augmente son avance sur ses adversaires en remportant la quatrième étape, un contre-la-montre individuel de 38 kilomètres. Il garde la tête du classement général jusqu'au bout, résistant aux attaques de ses rivaux italiens Claudio Chiappucci et Franco Chioccioli et ne tient ainsi pas compte de l'éventualité évoquée par Echevarri de laisser le maillot rose à un de ses rivaux jusqu'au dernier jour et le contre-la-montre final de Milan. Lors de ce contre-la-montre de 66 kilomètres, il parvient à rattraper Chiappucci pourtant parti 3 minutes avant lui. Il remporte ce Giro avec plus de 5 minutes d'avance sur Chiappucci qui termine second devenant ainsi le premier Espagnol à remporter le Giro. Il s'impose en prime sur le classement intergiro. Devenant alors numéro 1 mondial au 15 juin, il s'impose quelques jours plus tard au sprint lors du championnat d'Espagne sur route.

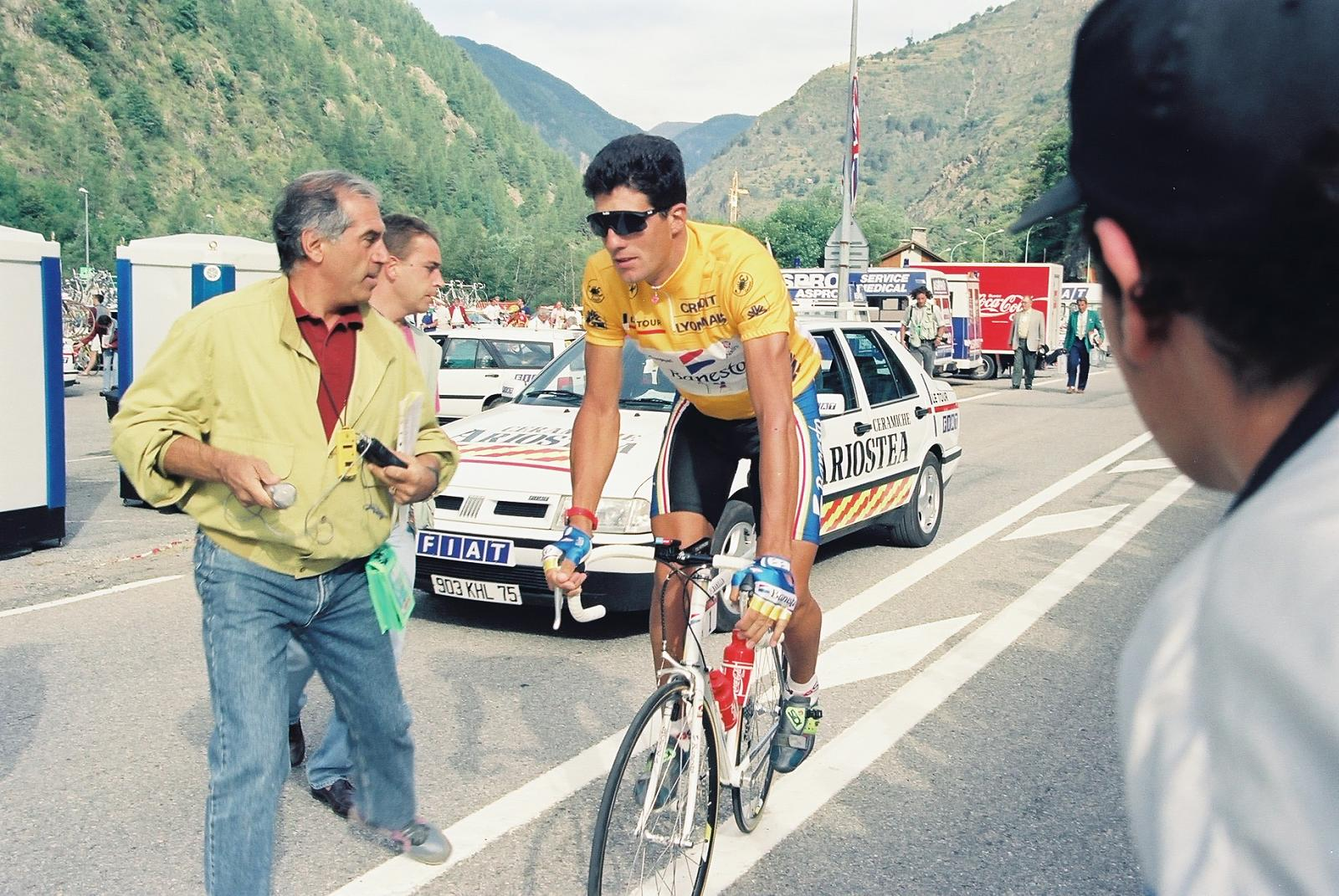
Miguel Indurain portant le maillot jaune.

Son Tour de France 1992 débute par une victoire lors du prologue de Saint-Sébastien. Il ne garde le maillot jaune qu'une journée car il en est dépossédé le lendemain par le Suisse Alex Zülle. Il réalise une grande performance quelques jours plus tard à l'occasion du contre-la-montre de Luxembourg. Il gagne l'étape de 65 kilomètres repoussant le deuxième, son équipier français Armand de Las Cuevas, à trois minutes. Il marque alors les esprits, ainsi Gianni Bugno le qualifie d'« extraterrestre »,. Laurent Fignon, doublé alors qu'il est parti 6 minutes avant le Navarrais, déclare : « Ce n'est pas un homme, c'est un avion »,. Il gère ensuite les étapes de haute montagne et reprend le maillot jaune au terme de l'étape de Sestrières. Lors de cette étape, l'Italien Claudio Chiappucci attaque et réalise plus de 200 kilomètres d'échappée. Derrière, Indurain revient au fur et à mesure des kilomètres mais subit une défaillance dans les dernières centaines de mètres. Il termine troisième de l'étape à 1 minute 45 secondes de l'Italien. Le lendemain, il reste avec Chiappucci dans la montée de L'Alpe d'Huez. Il parachève son succès en remportant le contre-la-montre individuel de Blois et termine ainsi le Tour sur la plus haute marche du podium avec 4 minutes 35 secondes d'avance sur Chiappucci et 10 minutes 49 secondes sur Gianni Bugno.
Début septembre, après avoir remporté un contre-la-montre sur le Trophée Castille-et-León, il se présente en favori des championnats du monde 1992 qui se courent en Espagne, à Benidorm. Indurain en cas de victoire peut réaliser un triplé Giro-Tour-Mondial la même année, triplé seulement réalisé dans le passé par Eddy Merckx en 1974 et Stephen Roche en 1987. Il est sixième d'une course remportée pour la deuxième année consécutive par Gianni Bugno. Quelques jours plus tard, il remporte devant Tony Rominger le classement final du Tour de Catalogne. L'ensemble de ces performances lui permet de terminer la saison au premier rang du classement FICP.

#### Deuxième doubléGiro-Tour (1993)
Pour l'année 1993, Indurain a les mêmes objectifs que la saison précédente à savoir le Tour d'Italie et le Tour de France. Il gagne en ce début de saison une étape du Tour de Murcie et termine troisième du Tour de la Communauté valencienne. Lors du Giro, il est battu sur le premier contre-la-montre de 2 secondes par Maurizio Fondriest avant de remporter la dixième étape, un contre-la-montre de 28 kilomètres autour de Senigallia. Cette victoire lui permet de prendre la tête du classement général. Indurain ne garde le maillot rose qu'une journée mais il le reprend après la quatorzième étape que remporte Claudio Chiappucci. Il le conforte ensuite en remportant l'étape contre-la-montre comportant la montée de Sestrières,. Le lendemain, lors de la 21e étape, Indurain est mis pour la première fois en difficulté dans l'épreuve à la suite d'une attaque du Letton Piotr Ugrumov. Il perd ce jour-là 36 secondes sur son rival mais ça ne l'empêche pas de remporter son deuxième Giro. Il s'impose avec 58 secondes d'avance sur Ugrumov et plus de 5 minutes sur Chiappucci. Après le Giro, il remporte deux étapes du Tour des vallées minières et termine vice-champion d'Espagne sur route.

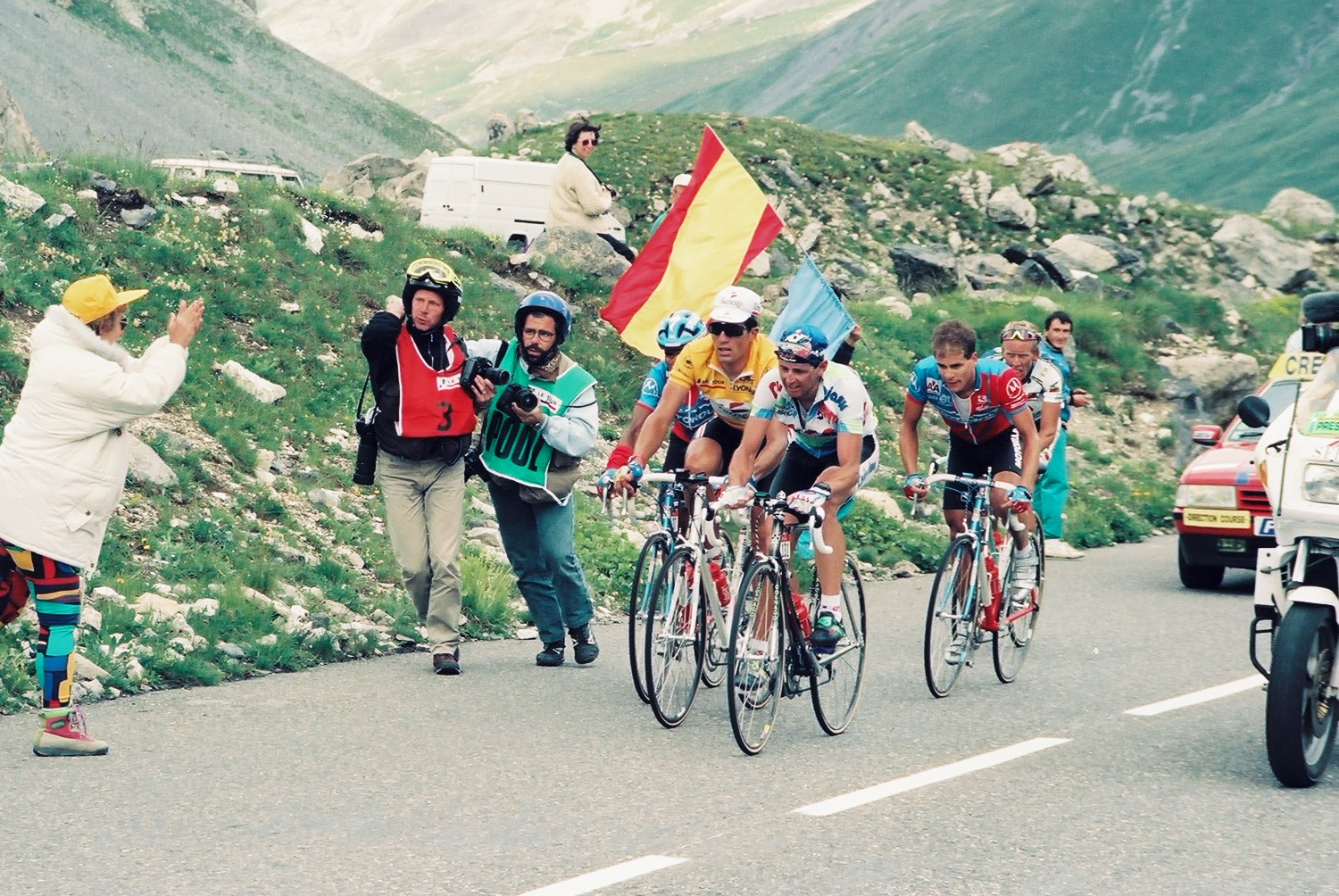
Miguel Indurain en jaune lors de la montée du col du Galibier du Tour de France 1993.

Au Puy du Fou, il entame le Tour de France par une victoire lors du prologue. Il garde le maillot jaune durant deux jours avant d'en être dépossédé par le Belge Wilfried Nelissen. Il reprend la tunique jaune à l'issue de la neuvième étape disputée au lac de Madine contre-la-montre et remportée avec plus de deux minutes d'avance sur l'Italien Gianni Bugno, le Néerlandais Erik Breukink ou le Suisse Tony Rominger. Lors des deux étapes alpestres suivantes, il termine dans le même temps que Rominger, vainqueur de ces deux étapes et maintient ainsi l'écart construit avec le Suisse lors des contre-la-montre par équipes et individuel. Lors du dernier contre-la-montre, Indurain est affaibli par de la fièvre et est battu par Rominger de 42 secondes sur les 48 kilomètres du parcours. Il remporte finalement le Tour avec près de 5 minutes d'avance sur Rominger et près de 6 minutes sur le troisième, le Polonais Zenon Jaskuła, devenant ainsi le premier coureur à remporter deux doublés Giro-Tour consécutifs. Après le Tour, il remporte le prologue et le classement final du Trophée Castille-et-León ainsi que la Clásica a Los Puertos.
Fin août, sélectionné pour les championnats du monde qui se déroulent à Oslo, il se classe deuxième à 19 secondes d'une course remportée par l'Américain Lance Armstrong. Il bat dans le sprint pour la deuxième place des sprinteurs comme Olaf Ludwig ou Johan Museeuw. À l'issue de cette saison, il est numéro 1 au classement UCI pour la deuxième année consécutive.

#### Défaite sur le Tour d'Italie, victoire sur le Tour de France (1994)
En 1994, afin d'aider Indurain dans ses objectifs, l'équipe Banesto, qui absorbe l'équipe Amaya Seguros, est renforcée par des coureurs comme Melchor Mauri ou Jesús Montoya; ces coureurs rejoignant ainsi Pedro Delgado, Julián Gorospe ou Jean-François Bernard.
Ses premières victoires de la saison sont une étape du Tour de la Communauté valencienne ainsi que le classement final et le contre-la-montre du Tour de l'Oise,. Devancé lors du prologue du Giro par le Français Armand de Las Cuevas et le Russe Evgueni Berzin,, il est de nouveau battu par ces deux coureurs ainsi que par Gianni Bugno lors du contre-la-montre de Follonica. Il perd alors plus de 2 minutes 30 secondes sur Berzin. Devant être offensif pour tenter de reprendre le temps perdu précédemment, il se retrouve échappé avec Marco Pantani lors de la dernière montée de l'étape Merano-Aprica. Victime alors d'une défaillance, il ne peut empêcher Pantani de s'imposer en solitaire avec près de 3 minutes d'avance sur Claudio Chiappucci, qui a rattrapé Indurain. Le Navarrais termine l'étape en cinquième position, à 3 minutes 30 secondes de Pantani et ne reprend que 36 secondes à Berzin,. Trois jours plus tard, lors d'un contre-la-montre en côte de 35 kilomètres, Berzin s'impose à nouveau, 20 secondes devant Indurain, Pantani étant troisième. Le Giro se termine finalement par une victoire du Russe devant Pantani à 2 minutes 51 secondes et Indurain à 3 minutes 23 secondes. C'est la première fois qu'Indurain est battu dans un grand tour depuis le Tour de France 1991. Après sa retraite, Indurain déclare qu'il n'était pas « au Giro dans les meilleures conditions, et l'objectif était d'y participer pour préparer le Tour de France »,.
À la suite de sa troisième place lors du Giro, Indurain perd sa place de numéro 1 mondial au profit du Suisse Tony Rominger, triple tenant du titre du Tour d'Espagne. Les deux coureurs sont les principaux favoris du Tour de France. Lors du prologue de Lille, les deux coureurs sont sur le podium, Indurain devançant Rominger. Les deux cyclistes sont cependant battus par le Britannique Chris Boardman. Lors du contre-la-montre de Bergerac, Indurain s'impose avec 2 minutes d'avance sur Rominger, deuxième et plus de 4 minutes sur de Las Cuevas, troisième et prend alors le maillot jaune. Deuxième à Hautacam puis sixième à Luz-Ardiden, Indurain conforte son avantage sur Rominger, diminué par une gastro-entérite. Au terme de ces deux étapes pyrénéennes, Indurain compte près de 8 minutes d'avance sur le Suisse, deuxième du classement général. Rominger abandonnant le lendemain, Indurain contrôle ses 8 minutes d'avance dans la suite du Tour. Il obtient ainsi des places d'honneur dans les étapes alpines et finit à la troisième place du dernier contre-la-montre derrière Piotr Ugrumov et Marco Pantani. Indurain s'impose finalement à Paris pour la quatrième année consécutive et devance sur le podium final Ugrumov et Pantani.
À la fin du mois d'août, un contrôle positif d'Indurain au salbutamol pendant le Tour de l'Oise est annoncé. Il est blanchi quelques jours plus tard, expliquant utiliser ce produit pour soigner son asthme,. Indurain décide de ne pas participer aux championnats du monde pour se concentrer sur le record de l'heure. Le 2 septembre, au vélodrome de Bordeaux, il bat ce record alors détenu depuis quelques mois par Graeme Obree en parcourant 53,040 kilomètres,, abaissant à cette occasion les records d'Espagne du 5, du 10 et du 20 kilomètres. Indurain ne garde ce record que durant quelques semaines. En effet, sur la même piste, Tony Rominger parcourt 792 mètres de plus le 22 octobre. Indurain termine la saison à la deuxième place du classement UCI derrière Rominger.

#### Cinquième Tour de France (1995)

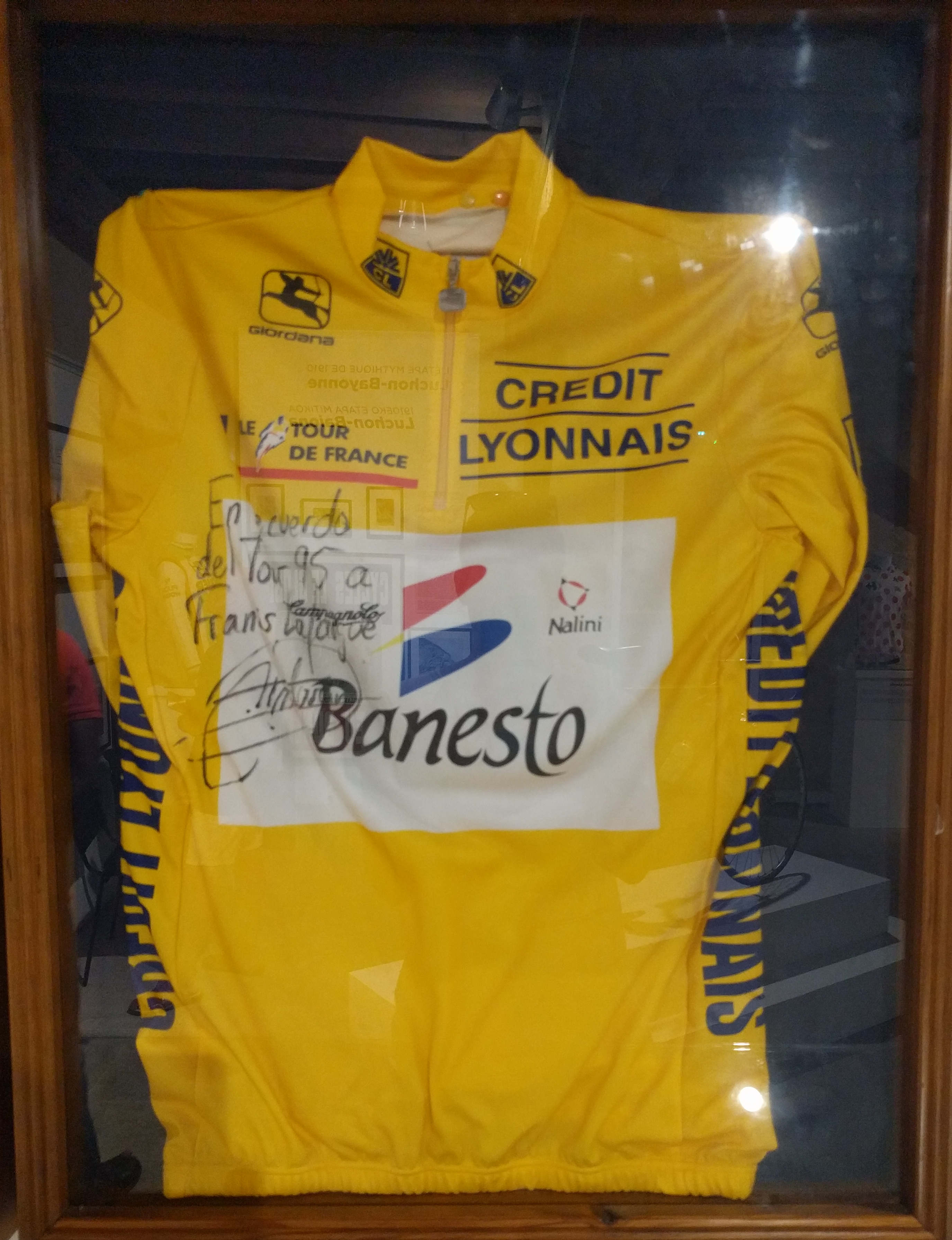
Maillot jaune d'Indurain lors du Tour de France 1995.

Indurain gagne ses premières victoires de la saison en remportant une étape contre-la-montre du Tour d'Aragon, une étape du Tour des vallées minières, dont il prend la troisième place finale, ainsi qu'une étape et le classement général du Tour de La Rioja. Changeant sa préparation pour le Tour de France, il renonce ainsi à disputer le Giro pour se consacrer à des courses à étapes que sont le Tour des Asturies, le Grand Prix du Midi libre et le Critérium du Dauphiné libéré,. Mi-mai, il gagne deux étapes et termine troisième de la course asturiane, remporte ensuite le classement général du Midi Libre puis en juin le contre-la-montre et le classement final du Dauphiné.
Indurain est le principal favori du Tour de France. Une victoire dans cette Grande Boucle lui permettrait de devenir le coureur le plus titré du Tour de France à égalité avec Jacques Anquetil, Eddy Merckx et Bernard Hinault. Il commence le Tour de France par une trente-cinquième place lors du prologue, place qui s'explique par la pluie qui s'abat sur le parcours alors qu'une partie des concurrents avait déjà franchi la ligne d'arrivée. Lors de l'étape de Liège, qui se dispute sur les routes de Liège-Bastogne-Liège, il rejoint le Belge Johan Bruyneel après une attaque de celui-ci dans la côte de Mont-Theux à un peu plus de 20 kilomètres de l'arrivée,. Indurain roule seul en tête jusqu'à l'arrivée, Bruyneel ne collaborant pas avec lui en raison de la présence à l'arrière de ses leaders Laurent Jalabert et Alex Zülle. Bruyneel gagne l'étape au sprint mais Indurain prend 50 secondes aux autres concurrents,,. Le lendemain, il remporte le contre-la-montre de 54 kilomètres de Seraing avec 12 secondes d'avance sur Bjarne Riis et 58 secondes sur Tony Rominger. Prenant alors la tête du classement général, il devance Riis de 23 secondes et a plus de 2 minutes d'avance sur des coureurs comme Berzin ou Rominger. L'étape suivante mène le peloton à La Plagne. Cette étape est marquée par une échappée du Suisse Alex Zülle qui s'impose en solitaire. Derrière, Indurain attaque dans la montée finale et termine à deux minutes du Suisse mais distance Pavel Tonkov, troisième, de plus de deux minutes. Au général, Indurain devance alors Alex Zülle de 2 minutes 27 secondes. Bjarne Riis, troisième, est à près de 6 minutes. Le 14 juillet, lors de l'étape de Mende, Indurain est attaqué par l'équipe ONCE qui place à l'avant Laurent Jalabert, Melchor Mauri et Neil Stephens. Un temps maillot jaune virtuel quand l'échappée dispose de plus de 10 minutes d'avance sur le peloton, Jalabert gagne l'étape et reprend 5 minutes 41 secondes à Indurain, devenant troisième au classement général à 3 minutes 35 secondes. Son coéquipier Alex Zülle, qui reste deuxième du classement général, concède 17 secondes au Navarrais. Indurain garde son avance dans les Pyrénées où il prend plusieurs places d'honneur. Il remporte le dernier contre-la-montre devant Bjarne Riis et Tony Rominger et s'adjuge finalement cette Grande Boucle avec 4 minutes 35 secondes d'avance sur Alex Zülle. Bjarne Riis, à près de 7 minutes d'Indurain, complète le podium. Indurain enchaîne mi-août par une neuvième place lors de la Classique de Saint-Sébastien puis par une victoire d'étape et le classement final du Tour de Galice.
Il part ensuite s'entraîner dans le Colorado en vue des championnats du monde et du record de l'heure, ses objectifs suivants. Il renonce pour cela à disputer le Tour d'Espagne, malgré l'existence d'un accord datant de 1994 entre son équipe et l'organisation de la Vuelta sur sa participation à l'épreuve espagnole,. Lors des championnats du monde, il remporte tout d'abord le contre-la-montre devant Abraham Olano. Les positions s'inversent ensuite lors de la course en ligne, Olano l'emportant en solitaire et Indurain terminant second à la suite d'un sprint remporté devant Marco Pantani. Il suspend ensuite sa tentative de record de l'heure à cause des conditions climatiques et d'une fatigue excessive, ce qui occasionne des tensions avec son équipe pour la première fois. Il est troisième au classement UCI en fin d'année derrière Laurent Jalabert et Tony Rominger.

### Défaite lors du Tour de France 1996 puis fin de carrière

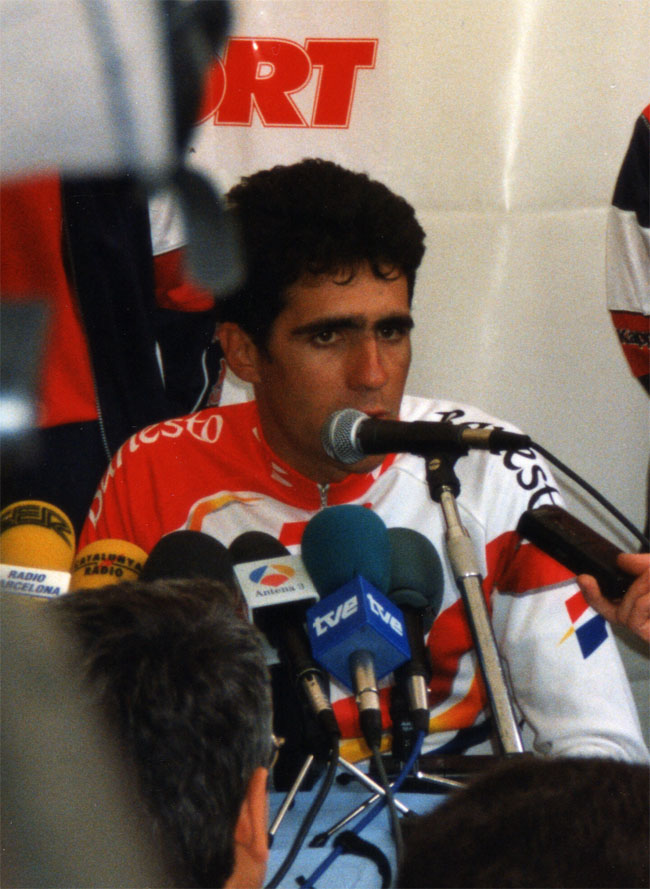
Miguel Indurain en 1996.

Les premières victoires de la saison de Miguel Indurain sont obtenues fin avril sur le Tour de l'Alentejo au Portugal. Il y gagne deux étapes et le classement général où il devance son frère et coéquipier Prudencio. Comme l'année précédente il ne participe pas au Giro mais il se consacre à des courses par étapes d'une semaine. Il gagne ainsi une étape et le classement final du Tour des Asturies, une étape et le classement général de la Bicyclette basque puis le Critérium du Dauphiné libéré agrémenté de deux victoires d'étapes dont une au sprint,.
Favori principal du Tour de France au moment du départ, Indurain deviendrait alors en cas de victoire le premier coureur à remporter l'épreuve six fois et ce consécutivement,,. Septième du prologue remporté par Alex Zülle, il commence la montagne la semaine suivante sans avoir parcouru avant une étape contre-la-montre. La première étape de montagne qui mène aux Arcs est tout d'abord marquée par l'abandon du maillot jaune Stéphane Heulot, la défaillance de Laurent Jalabert dans le col de la Madeleine et les chutes d'Alex Zülle et de Johan Bruyneel. Lors de l'ascension finale, Indurain est lâché du groupe des favoris alors qu'il reste un peu plus de 3 kilomètres à parcourir. Il finit l'étape à la seizième place à 4 minutes 19 secondes du vainqueur Luc Leblanc qui était échappé. Indurain perd plus de trois minutes sur des coureurs comme Tony Rominger, Bjarne Riis ou Evgueni Berzin qui endosse alors le maillot jaune. Le lendemain, lors du contre-la-montre de Val d'Isère, Berzin conforte son maillot jaune en remportant l'étape, Indurain étant cinquième à 1 minute 1 seconde,. Dominé ensuite par le Danois Bjarne Riis dans l'étape raccourcie de Sestrières, il sort des Alpes huitième du classement général à 4 minutes 38 secondes de Riis. Dans les Pyrénées, il perd toute chance de terminer sur le podium. Douzième à Hautacam, il ne figure pas le lendemain dans le groupe de huit échappés qui se constitue durant l'étape. Perdant à ce moment plus de 8 minutes sur ces coureurs qui seront les 8 premiers du classement final du Tour, il monte toutefois sur le podium d'arrivée en compagnie du maillot jaune Bjarne Riis. L'arrivée se situe en effet à Pampelune, dans la région natale d'Indurain, et cette étape avait été créée pour rendre hommage au coureur espagnol. Deuxième du contre-la-montre final de Saint-Émilion à près d'une minute de Jan Ullrich, il termine le Tour à la onzième place à près d'un quart d'heure de Riis. Le Danois admet quelques années plus tard s'être dopé durant l'épreuve.
Aux Jeux olympiques d'Atlanta, Indurain termine tout d'abord vingt-sixième de la course en ligne. Il devient le 3 août le premier champion olympique du contre-la-montre sur route de l'histoire devant son compatriote Abraham Olano. En septembre, alors que des rumeurs annonçant une retraite de Navarrais à la fin de l'année commencent à apparaître, il participe au Tour d'Espagne à la suite d'une décision de son équipe. Il a notamment comme adversaires Tony Rominger et les coureurs de l'équipe ONCE Laurent Jalabert, Alex Zülle et Melchor Mauri. Après une semaine réservée aux sprinteurs, Indurain pointe à plus d'une minute de Jalabert, à une quarantaine de secondes de Zülle. Rominger est, lui, à plus de 7 minutes du Navarrais. Troisième du contre-la-montre d'Avila derrière Rominger et Zülle, Indurain passe deuxième au classement général à 1 minute 4 secondes de Zülle. Lâché dans l'alto del Naranco notamment par Laurent Jalabert et Alex Zülle lors de la douzième étape, il perd une minute sur le Suisse et est devancé par le Français au général. Distancé à nouveau par le duo ONCE le lendemain dans l'étape qui mène aux Lacs de Covadonga, Indurain abandonne alors la Vuelta.
En fin de contrat à l'issue de la saison, Indurain fait l'objet d'offre de plusieurs équipes. Ainsi, les équipes Kelme et Polti sont intéressées par son recrutement. Cependant la négociation la plus importante et qui dure plusieurs mois se passe avec l'équipe ONCE,,. Finalement le 2 janvier 1997, Indurain annonce la fin de sa carrière de coureur professionnel lors d'une conférence de presse tenue dans un hôtel de Pampelune. Abraham Olano devient alors le nouveau chef de file de l'équipe Banesto.

## Indurain et le dopage

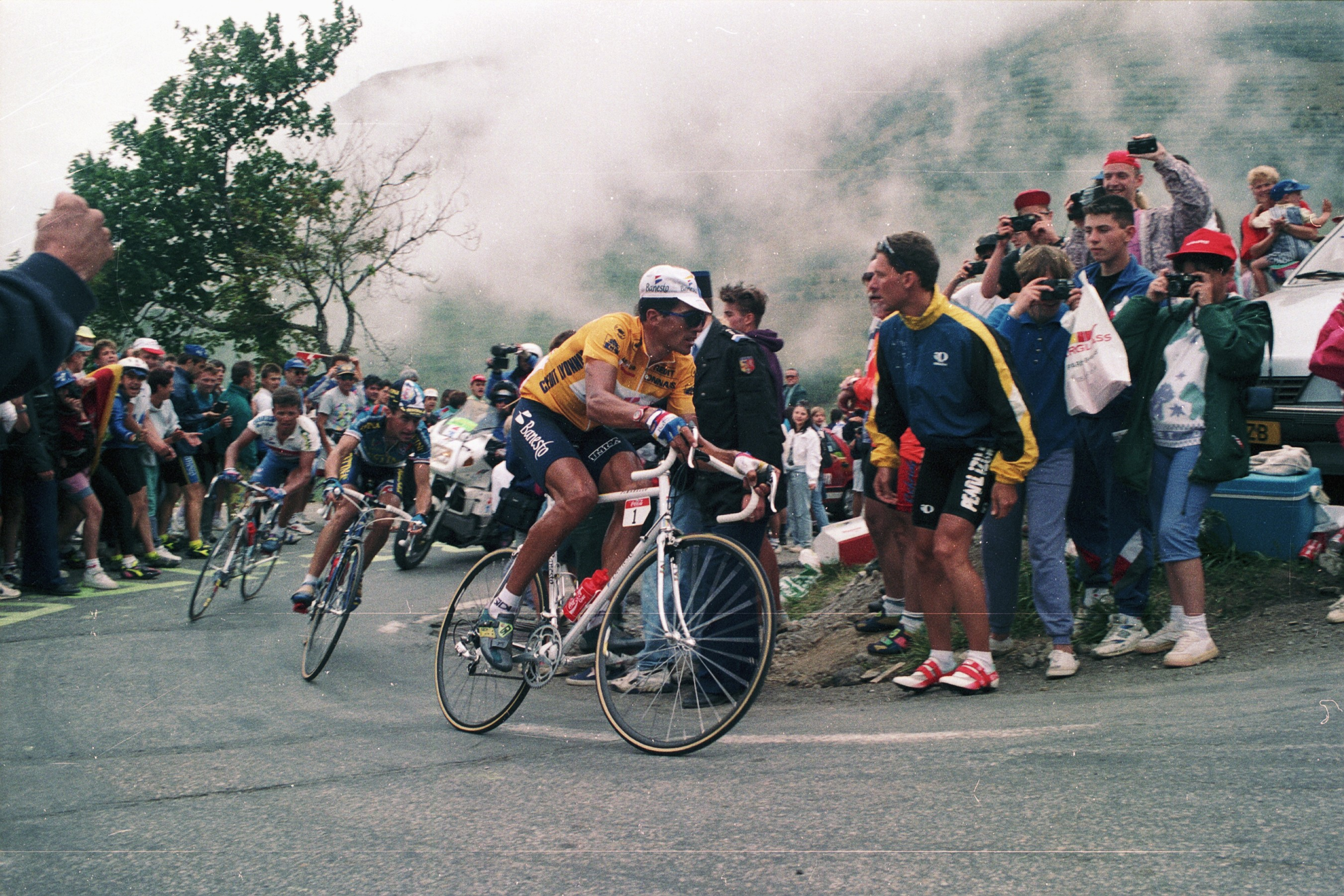
Miguel Indurain sur le Tour de France 1994.

### Blanchiment
Miguel Indurain n'a jamais été contrôlé positif au cours de sa carrière. En 1994, l'information d'un possible contrôle positif au salbutamol au Tour de l'Oise de cette même année est diffusée dans les médias. Cependant, il est apparu immédiatement après la publication de la nouvelle que l'usage du salbutamol via aérosol n'était pas prohibé par l'UCI bien qu'il le fût en France. Par ailleurs, les services médicaux de Banesto avaient dûment informé de l'usage du salbutamol à des fins thérapeutiques avant la course. Par conséquent, Indurain est blanchi quelques mois plus tard et le dossier définitivement classé négatif. En effet, il n'a pas été établi que le salbutamol a été utilisé par le cycliste à des fins autres que thérapeutiques. À la suite de la diffusion de cette information, Indurain ne cache pas qu'il prend ce traitement depuis plusieurs années pour soigner ses problèmes d'allergie et que jusqu'alors il n'avait jamais été déclaré positif.

### Performances controversées
Frédéric Portoleau, « calcule depuis les années 90 les puissances développées par les coureurs du Tour de France ». Avec une taille de 1,88 m pour un poids de 80 kilogrammes, Miguel Indurain était théoriquement handicapé par sa morphologie en montagne. Selon Portoleau, pour réaliser les performances d'Indurain lors de ses victoires sur le Tour de France, un coureur étalon de 78 kg avec vélo aurait dû développer une puissance de plus de 400 watts dans les grandes ascensions, soit un niveau qui n'avait jamais été atteint dans les années 1980 : alors que les performances de Luis Herrera ou Greg LeMond pour un même coureur étalon n'avaient atteint respectivement que 385 watts en 1985 à Avoriaz et 390 watts en 1986 à Superbagnères, Miguel Indurain a porté sa puissance à 460 watts à Hautacam lors du Tour de France 1994 (525 watts en puissance réelle compte tenu du poids d'Indurain), soit 18 % de plus que ses prédécesseurs dix ans plus tôt. Exprimée en watts par kilogramme, la puissance moyenne du vainqueur du Tour dans les ascensions de fin d'étape progresse de 10 % durant le « règne » d'Indurain.
Antoine Vayer, entraîneur de l'équipe Festina dans les années 1990, travaille avec Portoleau sur les calculs de puissance. Il s'exprime en 2013 dans son livre La Preuve par 21 sur les performances d'Indurain durant ses victoires sur le Tour de France et exprime ses doutes quant à celles-ci. Ainsi, lors de l'édition 1995, les calculs de Vayer estiment la puissance moyenne développée par Indurain sur la course à 455 watts, soit le résultat le plus élevé sur la période 1983-2012 qui est celle qu'il a analysée. Selon sa propre classification, cette performance l'amène à un niveau de « mutant »,.
L’interprétation des données de puissance est cependant complexe car elle devrait prendre en compte de nombreux facteurs et les analyses de Portoleau et Vayer sont contestées. Frédéric Grappe, entraîneur dans le cyclisme et docteur en Science spécialisé dans la physiologie de l’entraînement sportif, a mis au point pour la FdJ le PPR (« profil de puissance record »). Selon Ross Tucker spécialiste en performance sportive, les modèles de calcul de puissances (CPL, DrF, BCR, rst, etc.) ont des résultats différents selon leurs méthodes de calcul des variables environnementales (température, humidité, direction, vitesse du vent, etc.), variables de courses (profil et durée de l'étape, placement de l'étape dans le tour, etc.) ou les performances du coureur (rendement énergétique qui varie de 21 à 27 %, pourcentage d’exploitation de la VO2max, etc.).

### Accusations
En 2000, lors du procès de l'affaire Festina au tribunal de Lille, l'ancien coureur de Banesto Thomas Davy déclare avoir commencé à utiliser de l'EPO sous contrôle médical après avoir rejoint l'équipe espagnole. Il n'accuse pas nommément Indurain de s'être dopé. Le Navarrais dément ensuite les accusations de Davy dans la presse espagnole,.
Indurain consulte à plusieurs reprises de 1986 à 1991 le médecin italien Francesco Conconi. Conconi a à l'époque créé un test cardiaque permettant de mesurer les seuils maximum anaérobiques et aérobiques du rythme cardiaque,. En 2013, Sandro Donati, expert italien antidopage et chercheur de l'Agence mondiale antidopage, affirme qu'Indurain et son équipe Banesto ont travaillé durant les années 1990 avec Conconi pour des « montants élevés ». Erwin Nijboer, coureur de Banesto de 1994 à 1996, déclare que « c'était seulement pour faire le test Conconi ». Donati déclare douter de cette version : « je ne pense pas que Banesto a payé autant uniquement pour tester ses coureurs »,.

### Prises de position
Miguel Indurain déclare en 2005 être favorable à l'instauration d'un règlement international antidopage pour tous les sportifs. Il considère la règlementation de l'UCI comme « discutable » et pense que la révélation de plusieurs cas positifs n'altère pas le soutien des supporters de cyclisme. En 2012, Indurain ainsi que plusieurs coureurs espagnols en activité (Alejandro Valverde, Alberto Contador et Samuel Sánchez) soutiennent l'innocence de Lance Armstrong après que celui-ci a été sanctionné pour dopage par l'USADA, sanction confirmée ensuite par l'UCI,,. À la suite des aveux de dopage d'Armstrong, Indurain déclare que l'Américain « a fait beaucoup de mal au cyclisme ».

## Style et personnalité
Au début de sa carrière professionnelle, Indurain est plutôt classé comme un coureur capable de se mettre en évidence dans les classiques ou les courses par étapes d'une semaine en raison notamment de sa physiologie et de son poids de plus de 80 kg qui le handicape quand la route s'élève. Se spécialisant ensuite dans les grands tours, son poids est d'ailleurs un sujet de surveillance particulière pour le coureur, qui déclare devoir peser « 80 kg au mieux au début du Tour »,. Il a une fréquence cardiaque de 28 battements par minute au repos ainsi qu'une VO2max de 88 ml/min/kg. À l'effort son cœur peut pomper 50 litres de sang par minute. Sa capacité thoracique qui est de 8 litres est plus élevée que celle d'Eddy Merckx.
Reconnu pour son sens tactique, il est aussi comparé à Jacques Anquetil,, ou à Francesco Moser pour ses qualités physiques.
Miguel Indurain est un rouleur d'exception, grand spécialiste du contre-la-montre,,, en témoigne le nombre de ses victoires dans ce type de courses. Ces capacités font que sa tactique de course sur le Tour de France consiste principalement à prendre du temps lors des contre-la-montre à l'ensemble de ses adversaires puis de gérer l'avance acquise lors des étapes de montagne, quitte à ne remporter aucune étape en ligne de la Grande Boucle lors de ses années victorieuses, ce qui lui vaut des critiques,,,,, mais lui permet de s'attirer les faveurs de certains de ses collègues,,. Malgré son physique de rouleur, ses aptitudes en font un grimpeur puissant et régulier capable de résister à des coureurs comme Marco Pantani ou Claudio Chiappucci, et même d'attaquer et de distancer ainsi ses adversaires comme lors de l'étape de La Plagne en 1995 ou celle de Val-Louron en 1991. C'est d'ailleurs à la suite de cette étape de montagne de Val-Louron qu'Indurain endosse pour la première fois le maillot jaune en 1991.
Dès ses débuts, Indurain choisit de se focaliser sur certaines courses. Dans les années 1990, Indurain a chaque année comme objectif principal le Tour de France,,, et pour cela, sa saison entière est conçue en fonction du Tour,, y compris les années où il dispute et gagne le Giro,. Il bénéficie alors d'une équipe construite autour de lui.
Durant sa carrière de coureur, Miguel Indurain est reconnu pour sa gentillesse par l'ensemble de ses collègues,. Ainsi le coureur britannique Chris Boardman déclare : « Indurain me rend malade parce que c'est vraiment un type sympa. Impossible d'arriver à le détester. Il ne provoque ni haine, ni colère. C'est un gars vraiment sympa et un vrai champion. ». Il est également reconnu pour son humilité, et sa timidité,,,. Il sait se montrer digne, ce qui se vérifie lors de sa défaite lors du Tour de France 1996. Ces qualités lui permettent de recevoir un prix consacré au fair-play après la fin de sa carrière. Il est catholique,.

## Après et en dehors du cyclisme

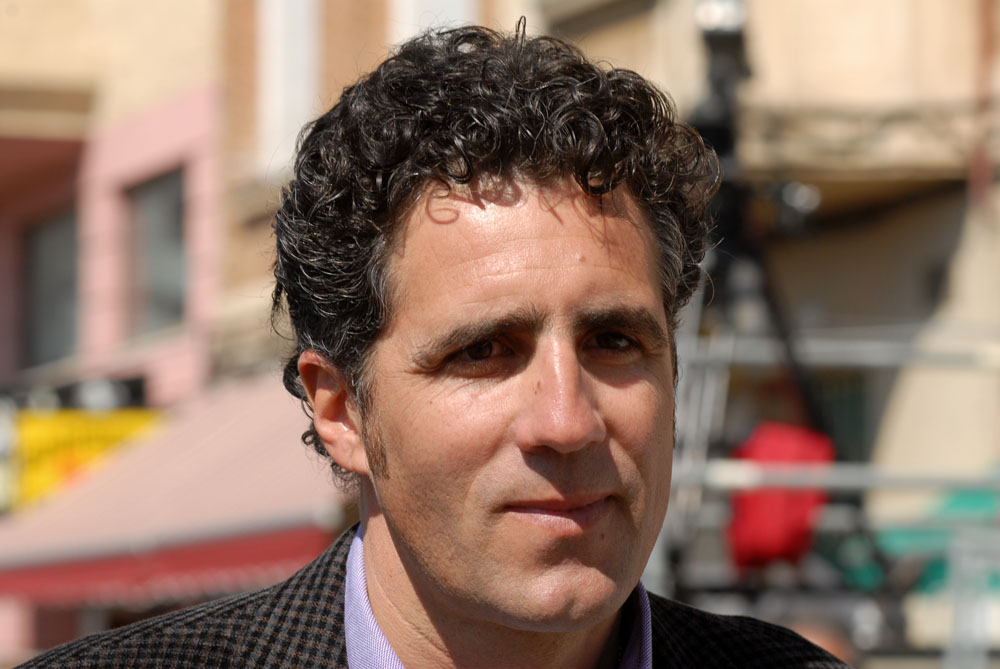
Miguel Indurain en 2009.

Après l'arrêt de sa carrière professionnelle, Indurain reste lié avec le monde du cyclisme. Il donne ainsi son avis à plusieurs reprises sur des thèmes concernant le sport cycliste. Il critique ainsi la décision des coureurs d'escamoter une partie de l'étape urbaine de Barcelone lors du Tour d'Espagne 1999. En 2003, il annonce publiquement son désaccord avec sa modeste huitième place lors d'un classement recensant les 100 meilleurs coureurs de l'histoire du Tour de France. Indurain est également président d'honneur du comité d'organisation des championnats du monde de cyclisme sur route 2014 qui se déroulent à Ponferrada en Espagne. Il refuse en revanche de devenir directeur sportif ou de s'investir en tant qu'organisateur de courses.
Alors qu'il est encore professionnel, Indurain crée en 1991, associé au cycliste Marino Lejarreta et au footballeur Genar Andrinúa, une chaîne de magasins de sport nommée Forum Sport. Cette entreprise se développe dans toute l'Espagne et attire dans son actionnariat d'autres sportifs espagnols, comptant ainsi 59 d'entre eux en mai 2003. Indurain, qui dirige un magasin de sport à Pampelune en 2013, déclare en 2016 que lui et Lejarreta ne sont plus impliqués dans l'entreprise. En 2019, Miguel Indurain est administrateur d'une agence de publicité portant son nom et créée en 1992, ainsi que d'une société immobilière,.
Depuis décembre 1998, date de sa création, il est président d'honneur de la Fondation Miguel Indurain, fondation qui a comme objectif de promouvoir le sport en Navarre. Il est également membre du jury du Prix Princesse des Asturies, du jury des Laureus World Sports Awards et du Comité olympique espagnol. Il a fait partie du Conseil du cyclisme professionnel, organisme faisant partie de l'Union cycliste internationale, et du Conseil de l'UCI ProTour,. Il est également ambassadeur pour la banque Santander qui est propriétaire de la banque Banesto, sponsor de l'équipe d'Indurain au cours de sa carrière.
En 2009, Indurain est choisi par la Commission européenne pour promouvoir les produits issus de l'agriculture biologique.
Miguel Indurain rencontre Marisa López de Goicoechea en 1988 et l'épouse le 14 novembre 1992,, le couple a trois enfants. Son fils aîné, Miguel junior, dispute en 2010 ses premières courses de jeunes en Espagne, ne devient pas par la suite professionnel et dirige une entreprise consacrée au cyclisme de loisirs à Majorque. Son frère cadet et sa sœur pratiquent le handball,.

## Palmarès, résultats et distinctions

### Palmarès amateur
- 1983
  -  Champion d'Espagne sur route amateurs
  - Champion de Navarre sur route
  - Tour de Salamanque :
    - Classement général
    - 1re étape

  - Trofeo de Villava
  - Tour de Tolède
- 1984
  - Bizkaiko Bira (es) :
    - Classement général
    - 2 étapes

  - Gran Premio Nuestra Señora de Valverde
  - Trophée Iberduero
  - Semaine d'Aragon :
    - Classement général
    - 1re et 4e étapes

  - Tour de Cordoue
  - 4e étape du Tour de Tolède
  - Trofeo Corte Inglés
  - Pentekostes Saria
  - 3e et 8e étapes du Tour de Navarre
  - 2e du Tour de Navarre
  - 2e du championnat de Navarre sur route
  - 2e du San Bartolomé Saria
  - 3e du Premio Txakain

### Palmarès professionnel
| - 1984 - 3e (contre-la-montre par équipes) et 10e (contre-la-montre) étapes du Tour de l'Avenir - 1985 - 6e et 11e (contre-la-montre) étapes du Tour de l'Avenir - 2e du Tour d'Andalousie - 1986 - Tour de Murcie : - Classement général - Prologue - Tour de la Communauté européenne : - Classement général - Prologue et 10e étape (étapes contre-la-montre) - 6e du Grand Prix du Midi libre - 1987 - Prologue du Tour de Murcie - 4eb (contre-la-montre) et 5e étapes de la Semaine catalane - Tour des vallées minières : - Classement général - 2e, 3e et 4ea étapes - Grand Prix de Navarre - 1re étape du Tour de Galice - 2e du GP Llodio - 2e du GP Bilbao - 3e de la Semaine catalane - 1988 - 4ea étape du Tour de Cantabrie - 2e étape du Tour de Galice - Tour de Catalogne : - Classement général - 6ea étape (contre-la-montre) - 3e du Tour de Galice - 6e de la Classique de Saint-Sébastien - 1989 - Classement général de Paris-Nice - Critérium international : - Classement général - 2eb étape (contre-la-montre) - 9e étape du Tour de France - 2e de la Subida al Naranco - 3e du championnat d'Espagne sur route - 7e de la Flèche wallonne - 10e de Liège-Bastogne-Liège - 10e du Tour de Suisse - 10e du Tour de Catalogne - 1990 - 5e étape du Tour de la Communauté valencienne - Paris-Nice : - Classement général - 5e étape - 5ea étape du Tour du Pays basque - 16e étape du Tour de France - 6e étape du Tour de Burgos (contre-la-montre) - Classique de Saint-Sébastien - 3e du Tour du Pays basque - 3e du Tour des Asturies - 3e du championnat d'Espagne sur route - 3e du Tour de Burgos - 4e de la Flèche wallonne - 7e du Tour d'Espagne - 10e du Tour de France - 1991 - Tour du Vaucluse : - Classement général - 2e étape (contre-la-montre) - 2e et 5e étapes de la Bicyclette basque - Tour de France : - Classement général - 8e et 21e étapes (étapes contre-la-montre) - Tour de Catalogne : - Classement général - 5e étape (contre-la-montre) - 2e du Tour d'Espagne - 3e de la Bicyclette basque - Médaillé de bronze au championnat du monde sur route - 4e de Liège-Bastogne-Liège - 1992 - Champion d'Espagne sur route - 4eb étape du Tour de Romandie (contre-la-montre) - Tour d'Italie : - Classement général - Classement intergiro - 3e et 21e étapes (étapes contre-la-montre) - Tour de France : - Classement général - Prologue, 9e et 19e étapes (étapes contre-la-montre) - 1rea étape du Trophée Castille-et-León (contre-la-montre) - Classement général du Tour de Catalogne - 2e du Tour de Romandie - 3e de Paris-Nice - 3e du Tour de l'Oise - 6e du championnat du monde sur route | - 1993 - 6e étape du Tour de Murcie (contre-la-montre) - Tour d'Italie : - Classement général - 10e et 19e étapes (étapes contre-la-montre) - 2e et 4e étapes du Tour des vallées minières - Tour de France : - Classement général - Prologue et 9e étape (étapes contre-la-montre) - Trophée Castille-et-León : - Classement général - Prologue - Clásica a los Puertos - 2e du championnat d'Espagne sur route - Médaillé d'argent au championnat du monde sur route - 3e du Tour de la Communauté valencienne - 4e du Tour de Catalogne - 1994 - 6e étape du Tour de la Communauté valencienne (contre-la-montre) - Tour de l'Oise : - Classement général - 3eb étape (contre-la-montre) - Tour de France : - Classement général - 9e étape (contre-la-montre) - 3e étape du Trophée Castille-et-León (contre-la-montre) - 2e du Tour de la Communauté valencienne - 3e du Tour d'Italie - 1995 - Champion du monde du contre-la-montre - 4eb étape du Tour d'Aragon (contre-la-montre) - 4e étape du Tour des vallées minières - Tour de La Rioja : - Classement général - 1rea et 1reb (contre-la-montre par équipes) étapes - 1re (contre-la-montre) et 5e étapes du Tour des Asturies - Classement général du Grand Prix du Midi libre - Critérium du Dauphiné libéré : - Classement général - 3e étape (contre-la-montre) - Tour de France : - Classement général - 8e et 19e étapes (étapes contre-la-montre) - Tour de Galice : - Classement général - 1re étape - Médaillé d'argent au championnat du monde sur route - 3e du Tour des vallées minières - 3e du Tour des Asturies - 9e de la Classique de Saint-Sébastien - 1996 - Champion olympique du contre-la-montre - Tour de l'Alentejo : - Classement général - 1re (contre-la-montre) et 5e étapes - Tour des Asturies : - Classement général - 1re étape (contre-la-montre) - Bicyclette basque : - Classement général - 5e étape - Critérium du Dauphiné libéré : - Classement général - 5e (contre-la-montre) et 6e étapes - 2e du Tour de Burgos - 2e de la Clásica a los Puertos |

### Résultats sur les grands tours

#### Tour de France
En douze participations au Tour de France, Indurain s'impose consécutivement de 1991 à 1995. Il remporte également douze victoires d'étape et porte le maillot jaune durant 60 jours.
- 1985 : abandon (4e étape)
- 1986 : abandon (12e étape)
- 1987 : 97e
- 1988 : 47e
- 1989 : 17e, vainqueur de la 9e étape
- 1990 : 10e, vainqueur de la 16e étape
- 1991 :  Vainqueur du classement général, vainqueur des 8e (contre-la-montre) et 21e (contre-la-montre) étapes,  maillot jaune pendant 10 jours
- 1992 :  Vainqueur du classement général, vainqueur du prologue et des 9e (contre-la-montre) et 19e (contre-la-montre) étapes,  maillot jaune pendant 10 jours
- 1993 :  Vainqueur du classement général, vainqueur du prologue et de la 9e étape (contre-la-montre),  maillot jaune pendant 14 jours
- 1994 :  Vainqueur du classement général, vainqueur de la 9e étape (contre-la-montre),  maillot jaune pendant 13 jours
- 1995 :  Vainqueur du classement général, vainqueur des 9e (contre-la-montre) et 22e (contre-la-montre) étapes,  maillot jaune pendant 13 jours
- 1996 : 11e

#### Tour d'Italie
Miguel Indurain participe à trois reprises au Tour d'Italie qu'il termine à chaque fois sur le podium dont deux fois sur la plus haute marche. Il remporte également quatre étapes.
- 1992 :  Vainqueur du classement général,  vainqueur du classement intergiro, vainqueur des 3e (contre-la-montre) et 21e (contre-la-montre) étapes,  maillot rose pendant 20 jours
- 1993 :  Vainqueur du classement général, vainqueur des 10e (contre-la-montre) et 19e (contre-la-montre) étapes, prix Cima Coppi,  maillot rose pendant 9 jours
- 1994 : 3e

#### Tour d'Espagne
Miguel Indurain dispute à huit reprises le Tour d'Espagne avec pour meilleur résultat une deuxième place en 1991 derrière Melchor Mauri.
- 1985 : 84e,  maillot amarillo pendant 4 jours
- 1986 : 92e
- 1987 : abandon (12e étape)
- 1988 : abandon (20e étape)
- 1989 : non-partant (18e étape)
- 1990 : 7e
- 1991 : 2e
- 1996 : abandon (13e étape)

### Classements mondiaux
| Année           | 1984 | 1985 | 1986 | 1987 | 1988 | 1989 | 1990 | 1991 | 1992 | 1993 | 1994 | 1995 | 1996 |
| Classement UCI, | 224e | 213e | 64e  | 97e  | 79e  | 20e  | 4e   | 2e   | 1er  | 1er  | 2e   | 3e   | 14e  |

Il est classé no 1 mondial du 15 juin 1992 au 13 juin 1994,.

### Hommages et distinctions

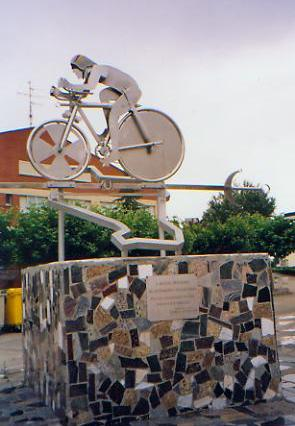
Monument en l'honneur de Miguel Indurain à Azagra en Espagne.

La carrière de Miguel Indurain a marqué le cyclisme espagnol. Imanol Erviti, coureur passé professionnel durant les années 2000 dit de lui qu'« il a inspiré toute une génération de coureurs espagnols et bien au-delà du Pays basque ». Selon le journaliste d'El País Carlos Arribas, l'influence des performances d'Indurain dépasse le cadre du cyclisme et s'étend à l'ensemble du sport espagnol, faisant disparaître un « complexe d'infériorité » et se disant « persuadé que les carrières de Rafael Nadal, Pau Gasol ou Fernando Alonso n'auraient pas été celles qu'elles ont été sans Indurain ».
Miguel Indurain reçoit différents prix pendant et après sa carrière sportive. En 1992, il reçoit le prix Prince des Asturies des sports, le Mendrisio d'or, le Premio Don Felipe de Borbón de sportif espagnol de l'année du Conseil supérieur des Sports ainsi que le Vélo d'or. Il gagne d'ailleurs le Vélo d'or de nouveau en 1993, est deuxième du classement en 1994 et 1995 et remporte à nouveau le Premio Don Felipe de Borbón en 1995. En 1993, il est nommé athlète de l'année par l'United Press International. Indurain reçoit le Grand Prix de l'Académie des sports en 1995. En décembre 1997, il reçoit le trophée Marca Leyenda décerné par le journal du même nom. Il reçoit également la Grand Croix du Mérite Sportif, la Médaille d'Or du Mérite Civil ainsi que la Légion d'honneur.
À la suite de sa carrière professionnelle, le Trofeo Comunidad Foral de Navarra est rebaptisé Grand Prix Miguel Indurain en 1999. Une cyclosportive portant son nom est également organisée chaque année à Villava. Indurain succède à Julio Iglesias en 2002 au palmarès du prix Español Universal,. La même année, Indurain fait partie des coureurs retenus dans le Hall of Fame de l'Union cycliste internationale. En 2003, La Poste consacre un bloc de timbres en hommage au Tour de France. Sur ce bloc, on retrouve Indurain accompagné de Maurice Garin, Jacques Anquetil, Eddy Merckx, Bernard Hinault et Lance Armstrong. En 2006, il reçoit le Premio Nacional al Juego Limpio, et fait partie avec Nadia Comăneci, Michael Jordan et Arantxa Sánchez Vicario des quatre meilleurs sportifs du vingtième siècle choisis par les lecteurs d'El Mundo Deportivo. Sept ans plus tard, les lecteurs de Marca le désignent deuxième plus grand sportif espagnol de l'histoire derrière Rafael Nadal. En 2018, il rejoint le Hall of fame du Tour d'Italie.